# 武汉白沙洲长江大桥
武汉白沙洲长江大桥是一座位于武汉市内的跨越长江的公路大桥，处于武汉三环线上。由于该桥通车10年内维修了24次，常常成为话题。

## 白沙洲
位于湖北省武汉市长江边一处因江水冲積而形成的沙洲。

## 相册

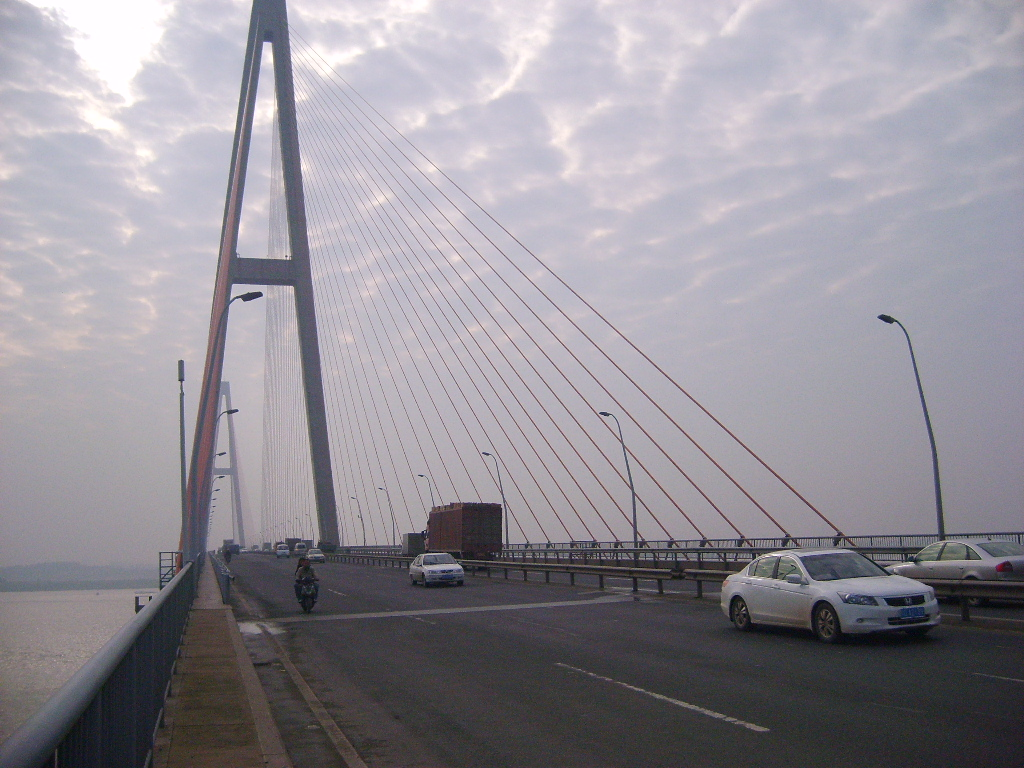
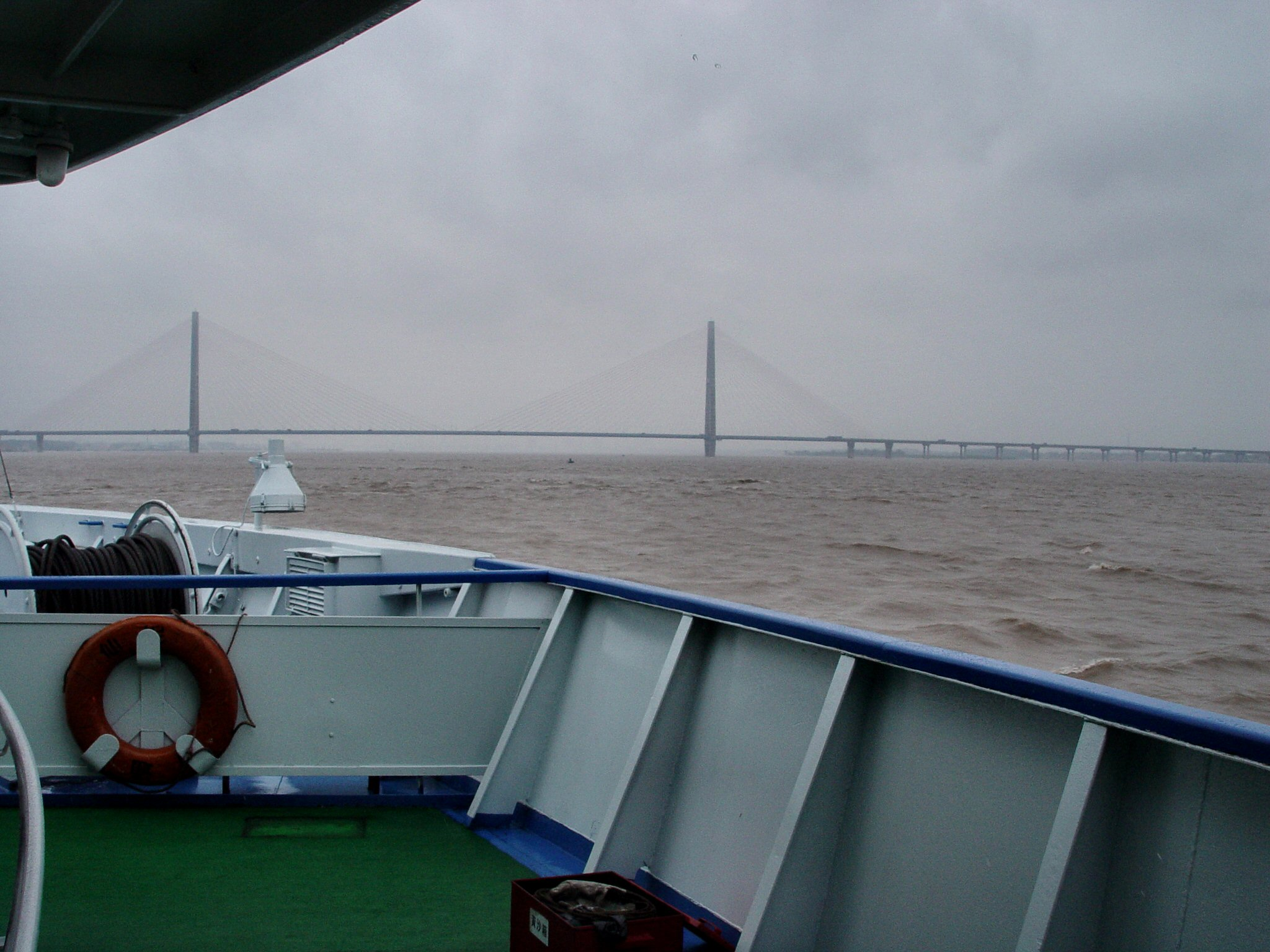
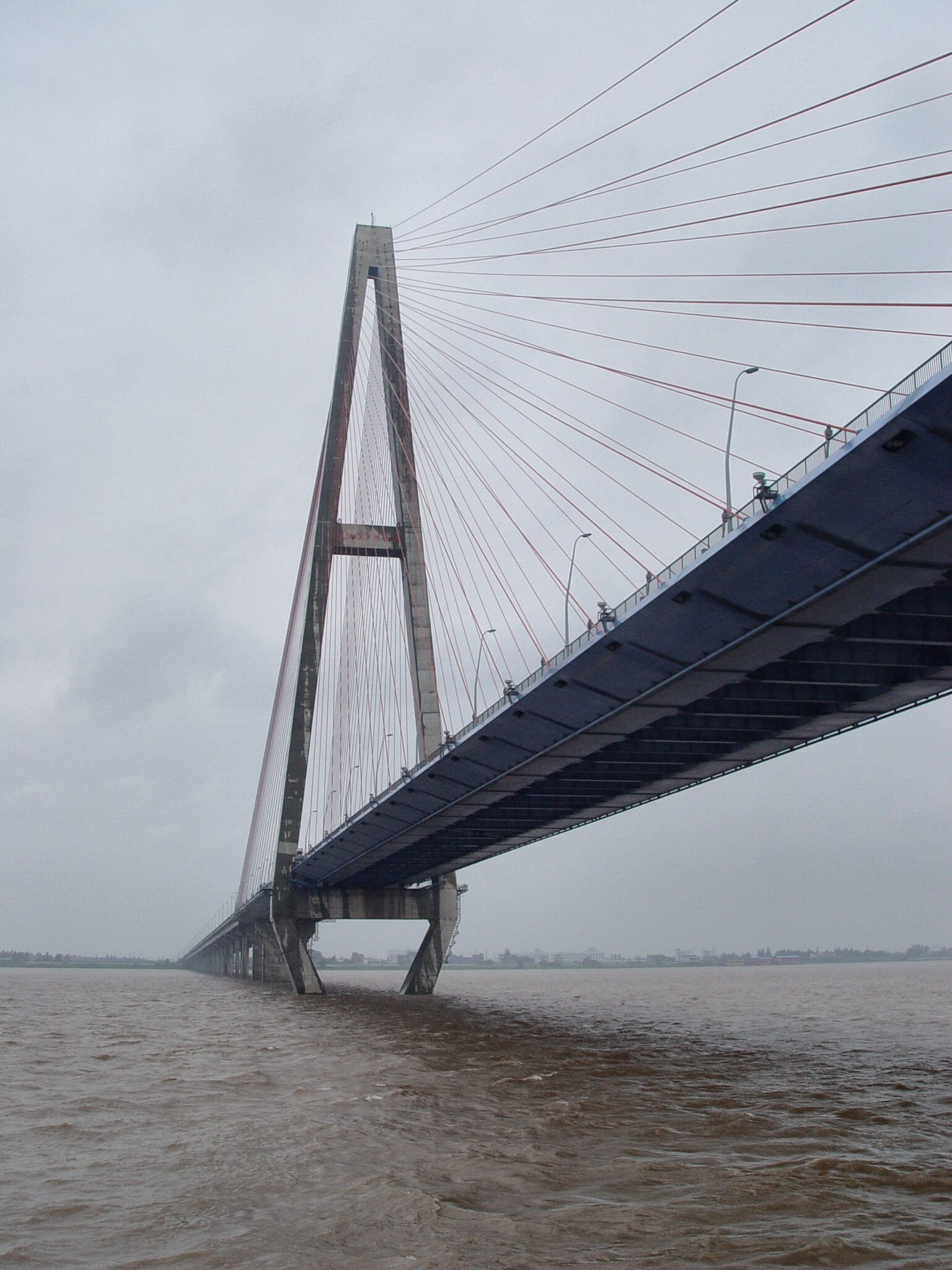